# Xeromelissa brevimalaris
Xeromelissa brevimalaris är en biart som först beskrevs av Toro 1981.  Xeromelissa brevimalaris ingår i släktet Xeromelissa och familjen korttungebin. Inga underarter finns listade i Catalogue of Life.